# Själnebulosan
IC 1848 eller Westerhout 5 även känd som Själnebulosan, är en emissionsnebulosa i stjärnbilden Cassiopeja. Flera små öppna stjärnhopar är inbäddade i nebulosan, såsom CR 34, 632 och 634 (i huvudet) och IC 1848 (i kroppen). En liten emissionsnebulosa, IC 1871, finns till vänster om toppen av huvudet, och de mindre emissionsnebulosorna 670 och 669 ligger strax under nedre delen av ryggen.

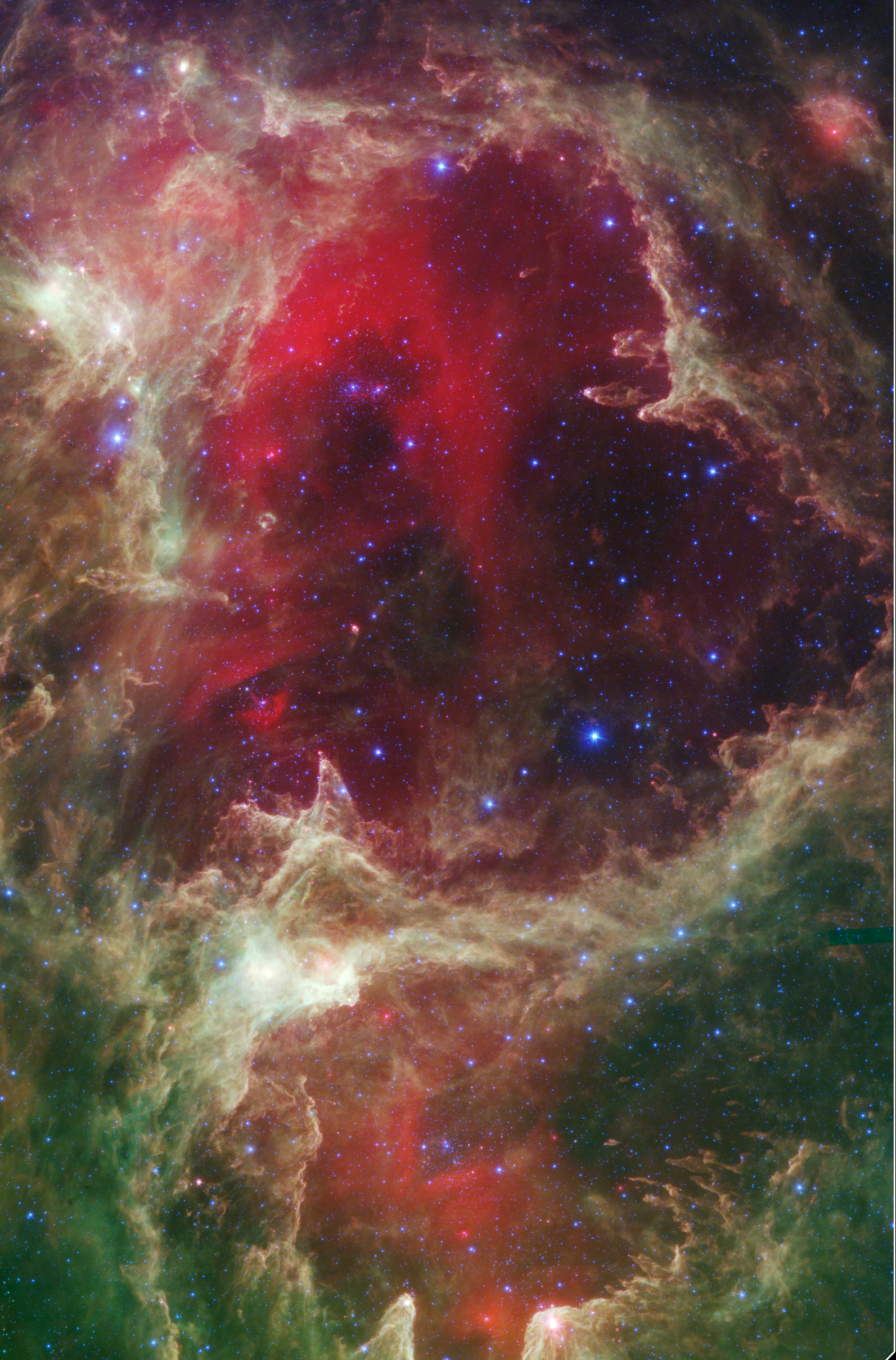
Detalj av Westerhout 5.

Galaxerna Maffei 1 och Maffei 2 ligger båda i närheten av Själnebulosan, även om fördunklingen från Vintergatan gör dem mycket svåra att se. Efter att en gång förmodats vara en del av den lokala gruppen, är de nu kända för att tillhöra sin egen grupp - IC 342 / Maffei-gruppen.

## Stjärnbildning
W5, en radiokälla inom nebulosan, sträcker sig över ett himmelsområde motsvarande fyra månbredder och ligger ungefär 6 500 ljusår bort i stjärnbilden Cassiopeia. Liksom andra massiva stjärnbildande regioner, som Orion och Kölen, innehåller W5 stora hålrum som skurits ut av strålning och vindar från regionens mest massiva stjärnor. Enligt teorin om utlöst stjärnbildning, skjuter urholkningen av dessa håligheter gas tillsammans, vilket får den att antändas till nya generationer av nya stjärnor. Forskare har kunnat visa att stjärnornas åldrar successivt och systematiskt blir yngre med avstånd från mitten av håligheterna.